# Indianerhof
Der Indianerhof ist eine städtische Wohnhausanlage der Gemeinde Wien, die in den Jahren 1929 bis 1931 nach Plänen von Camillo Fritz Discher und Karl Dirnhuber im 12. Wiener Gemeindebezirk Meidling errichtet wurde.

## Baubeschreibung
Der Indianerhof ist ein großer Wohnbaukomplex aus der Spätzeit des sozialen Wohnbaus der Zwischenkriegszeit im Roten Wien. Er liegt zwischen Schwenkgasse, Ratschkygasse, Aichholzgasse und Hohenbergstraße. Zumindest teilweise in der Anlage verlaufen Egger-Lienz-Gasse, Rotenmühlgasse, Spittelbreitengasse und Theergasse. Die Anlage umfasst 735 Wohnungen und besteht aus  eher gartenstadtähnlichen und mehreren geschlosseneren Bauteilen.
Die beiden Architekten haben offenbar nie wirklich zusammengearbeitet, sondern jeweils ihre eigenen Bauteile mehr oder weniger unabhängig vom anderen gestaltet, was die stilistischen Unterschiede erklärt. Die beiden Bauteile sind auch farblich voneinander abgesetzt.
Von Discher stammen die Gartenstadtteile entlang der Hohenbergstraße und der Baublock an der Schwenkgasse, die vom Heimatstil beeinflusst sind und  hohen Spitzgiebeln, Rustikamauerwerk und Klinkerverkleidungen bei Balkonen, Fenstern und Stiegeneingängen aufweisen. Über dem Eingang in der Rotenmühlgasse 64 befindet sich die farbige Figur eines Indianers, die der gesamten Anlagen ihren inoffiziellen Namen gegeben hat. Ebenso befindet sich über dem Eingang Spittelbreitengasse 44 die Figur eines büchertragenden Kindes.
Die von Dirnhuber gestalteten Teile sind kompakter und blockhafter, ein vierstiegiger Gebäudeteil zwischen Egger-Lienz-Gasse und Aichholzgasse steht frei. Der mittlere Block (auch Theerhof genannt) hat zur Theergasse hin einen ehrenhofartigen Vorplatz, ein schmaler Verbindungsteil mit Durchgang schließt an die nicht zum Bau gehörende Häuserzeile der Ratschkygasse an. Ein Trakt des Baus (Ratschkygasse 41–43) ist allerdings als Lückenverbauung in die Häuserzeile integriert und mit dem Rest nicht verbunden. An der Ecke Ratschkygasse/Aichholzgasse befindet sich das ehemalige Waschhaus mit der Zentralwäscherei, dieser Teil wird jetzt als Jugendzentrum und Theater genutzt, der größere Teil bis Anfang 2016 als Supermarkt.

## Geschichte

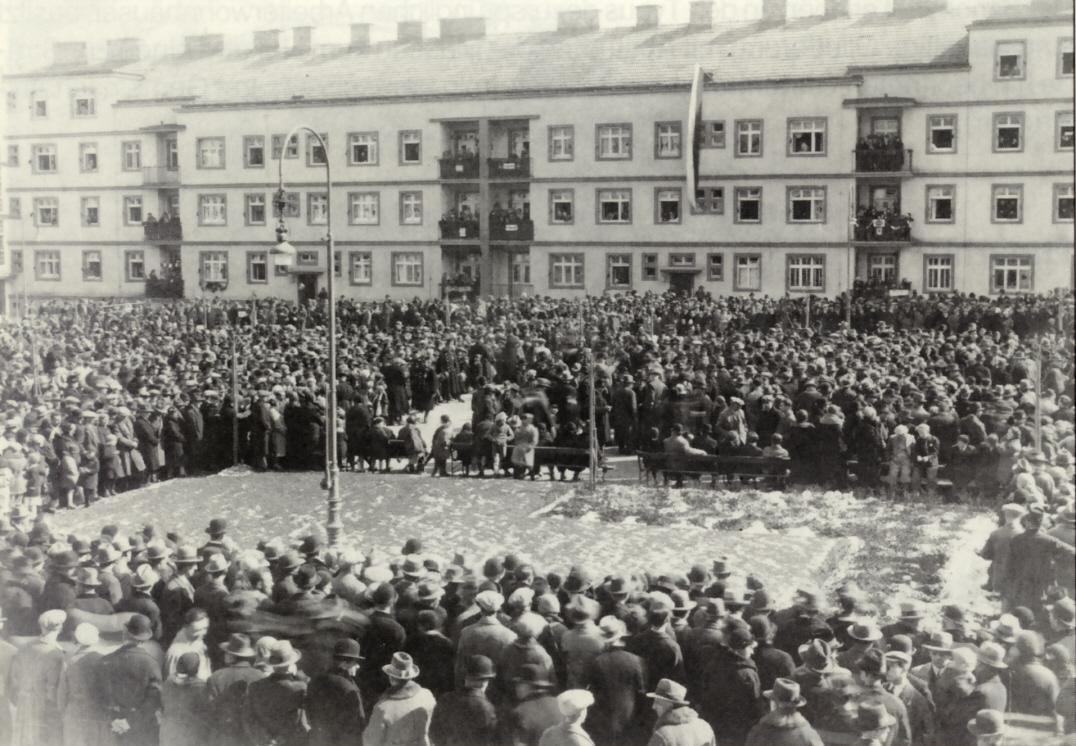
Der Theerhof bei der Eröffnung 1930

Die Wohnanlage wurde auf dem Grünberg auf dem Areal des ehemaligen Gatterhölzls in landschaftlich schöner Lage mit Blick auf die Stadt Wien errichtet. Während des Bürgerkrieges kam es am Morgen des 14. Februar 1934 im Indianerhof zu schweren Gefechten zwischen dem Republikanischen Schutzbund und Regierungstruppen. Ein starkes Kontingent von Polizisten, unterstützt durch Maschinengewehrfeuer aus der nahegelegenen Meidlinger Trainkaserne und einem Panzerauto, ließ die Schutzbündler allerdings bald kapitulieren. Danach wurde die Anlage spontan und inoffiziell nach dem Heimwehrführer und Vizekanzler Emil Fey als Fey-Hof benannt.